# Апанасенко, Марина Геннадьевна
Марина Геннадьевна Апанасенко (род. 1959, Волгоград) — советский и российский тренер по лёгкой атлетике. Заслуженный тренер России (2005).

## Биография
Марина Геннадьевна Апанасенко родилась в 1959 году в Волгограде. После окончания института начала тренерскую карьеру. С 1984 года работает в СДЮСШОР № 10 г. Волгограда, где преподает прыжки в высоту. В 2008 и 2011 годах побеждала в муниципальных конкурсах «Лучшие педагоги дополнительного образования Волгограда».
Наиболее известной спортсменкой среди её воспитанников является заслуженный мастер спорта России, олимпийская чемпионка 2004 года, двукратная чемпионка мира в помещении (2004, 2006) Елена Слесаренко, которую Марина Геннадьевна тренировала сначала самостоятельно с 1992 по 1997 год, затем с 1997 по 2003 год совместно с Борисом Николаевичем Горьковым, и снова лично в 2009 году до момента перехода к Евгению Петровичу Загорулько.

## Награды и звания
- Знак «Отличник физической культуры и спорта» (1997).
- Почётная грамота администрации Волгограда (2004).
- Почётное звание «Заслуженный тренер России» (2005).
- Грамота Министерства спорта и туризма Волгоградской области (2012).
- Благодарственное письмо Министерства спорта и молодежной политики Волгоградской области (2014).